# Furuborghallen
Furuborghallen är en sporthall i Nykvarn, Nykvarns Kommun. Den officiella invigningen skede den 11 november 2021. Är hemmaplan för bland annat Nykvarns IF och Nykvarns IBF i innebandy. 
Furuborghallen är en sporthall som är anpassad för skolidrott på dagtid och föreningsverksamhet på kvällstid med bland annat fokus på innebandy och handboll. Hallen har en fast läktare och en teleskopläktare med en total kapacitet på ca 1500 platser. I denna hall har ena halvan av hallen en PU beläggning och i andra halvan en Taraflex 7 mm:s matta som fogats samman med en osynlig skarv. Denna lösning är gjord för att kunna köra teleskopläktaren direkt på PU ytan utan skyddsskivor. Undergolvet är Boflex Champion. Sportgolv och all fast sporthallsinredning är levererat av Unisport. All sporthallsinredning i trä är tillverkat i vår egen fabrik i Hjärnarp utanför Ängelholm.
Respektive sportgolv har en yta på 1100 kvm och består av kompletta sportgolvssystem uppbyggda med Unisport Champion med toppbeläggning Porplastic 5+2 mm samt Unisport Champion med toppbeläggning Taraflex Sport M Evelution 7 mm.